# ティブルシオ・カリアス・アンディーノ
ティブルシオ・カリアス・アンディーノ（Tiburcio Carías Andino、1876年3月15日 - 1969年12月23日）はホンジュラスの政治家。1933年から1949年まで独裁者としてホンジュラスを統治していた。
テグシガルパ出身。大学では法律を学び、弁護士となり教職にも就いていた。自由党の反乱には保守派から兵士して従軍し最後は将軍にまでなった。国民党の指導者となり1933年に大土地所有者とユナイテッド・フルーツ社の支持を受け大統領に就任する。
在職中は、言論統制、自由党、労働運動の弾圧をおこない憲法を修正し任期を延長した。内乱を平定したため国内の治安はよく、軍と党を完全に掌握して一党独裁によって世界恐慌から第二次世界大戦までを比較的平穏に乗り切った。ホンジュラス近代化を進めた面もあるが、アメリカ合衆国の利害に沿うものだったため経済の発展や貧富の差は解消されなかった。反対者の政治家、知識人、学生たちは多くが獄死し他は国外脱出した。
隣国で独裁体制が打倒されると反体制活動が再燃した。共産主義体制の誕生を防ぐためにリベラルな政権を望んだアメリカの圧力で選挙を実施し1948年に自ら大統領を退任したが、その後も政界に強い影響力をもった。

## 人物
- 軍出身ながら選挙による統治を尊重した。性格は謹厳実直で厳しく飲酒、喫煙をしなかった。
- ホンジュラスの歴史上、最長の長期政権でありその評価は様々である。